# Zgornja Bela
Zgornja Bela este o localitate din comuna Preddvor, Slovenia, cu o populație de 298 de locuitori.